# Hajnalka Hollósy
Hajnalka Hollósy (Budapest, 31 gennaio 1974) è un'ex cestista ungherese.

## Carriera
Con l'Ungheria ha disputato i Campionati europei del 1997.